# 昆卡山
14°27′40″S 70°59′0″W / 14.46111°S 70.98333°W

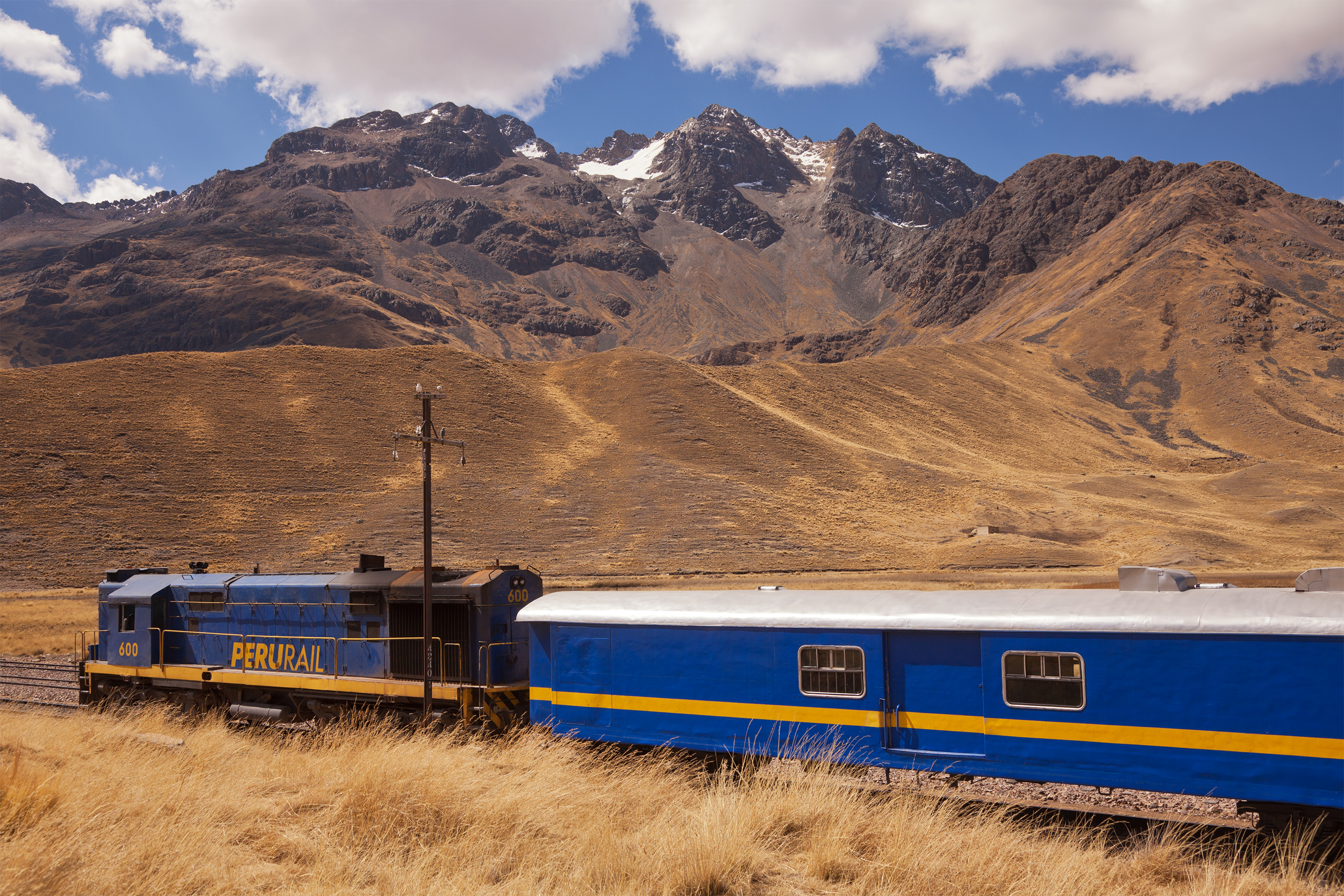

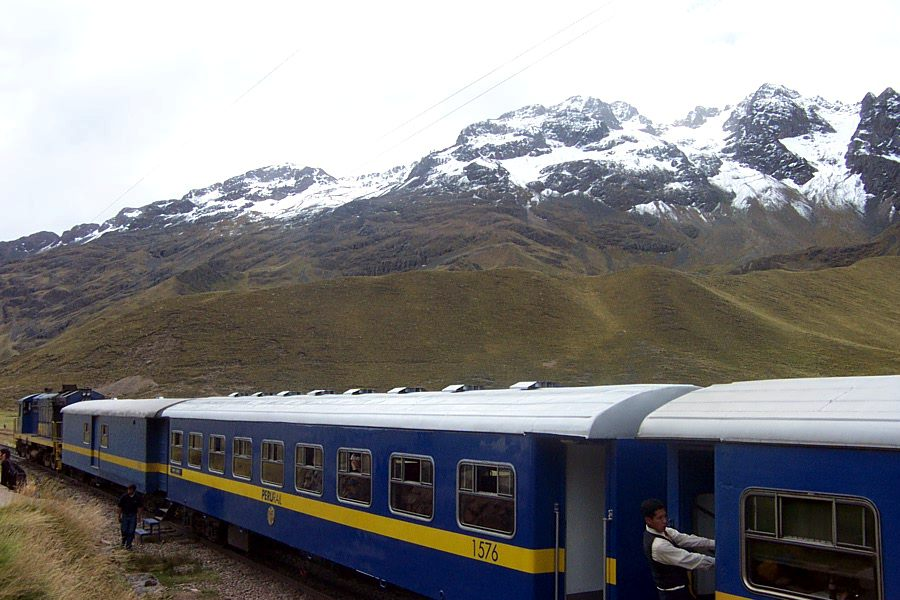

昆卡山（Kunka），是秘魯的山峰，位於該國南部庫斯科大區的卡納斯省和普諾大區的梅爾加省，屬於安第斯山脈中拉亞山脈的一部分，海拔高度5,200米。